# Franziska Steffen
Franziska («Fränzi») Steffen (* 25. August 1981 in Surodadi, Jawa Tengah, Indonesien) ist eine Schweizer Freestyle-Skierin. Sie ist auf die Disziplin Skicross spezialisiert. Ihr Adoptivbruder Andreas Steffen betreibt dieselbe Sportart.

## Biografie
Steffen ist gebürtige Indonesierin, wurde von einem Schweizer Ehepaar adoptiert und wuchs in Saanen im Berner Oberland auf. Zu Beginn ihrer Sportkarriere war sie alpine Skirennfahrerin. Ab Dezember 1996 bestritt sie FIS-Rennen, Einsätze im Europacup folgten ab Februar 1997. Mit der Zeit spezialisierte sie sich auf die Disziplinen Abfahrt und Super-G. Ihr bestes Ergebnis auf Europacup-Stufe war ein 10. Platz im März 2003, hinzu kommt ein Sieg in einem FIS-Rennen ein Jahr zuvor.
Im April 2003 nahm Steffen zum letzten Mal an einem alpinen Rennen teil, da sie sich entschlossen hatte, auf die neue Disziplin Skicross zu setzen. Ihr Debüt im Freestyle-Weltcup hatte sie am 18. Januar 2003 in Laax, wo sie allerdings disqualifiziert wurde. In der darauf folgenden Saison etablierte sie sich sogleich an der Weltspitze: Am 23. November 2003 wurde sie in Saas-Fee Zweite, womit sie ihre ersten Weltcuppunkte gewann und gleichzeitig die erste Podestplatzierung erzielte. Den bisher einzigen Weltcupsieg ihrer Karriere feierte sie am 10. Januar 2004 in Pozza di Fassa. Mit insgesamt vier Podestplätzen belegte sie in der Weltcup-Disziplinenwertung den zweiten Platz.
Fast so erfolgreich verlief die Saison 2004/05. Steffen stand dreimal auf dem Podest und kam in der Disziplinenwertung auf Platz 3. Hinzu kam der Schweizer Meistertitel. Verletzungsbedingt musste sie fast die gesamte Saison 2005/06 pausieren, konnte aber ihren Meistertitel verteidigen. Im Januar 2007 wurde sie beim Weltcuprennen in Flaine Vierte, doch ein Kreuzbandriss bedeutete erneut das vorzeitige Saisonende. 2008 erlitt sie einen weiteren Kreuzbandriss. Im Winter 2008/09 konnte sich Steffen vier Mal unter den besten zehn klassieren, im Winter 2009/10 ein Mal. Da sich Émilie Serain verletzt hatte, wurde Steffen von Swiss Olympic für die Olympischen Spiele 2010 nachselektioniert. 2011 nahm sie nur an einem Weltcuprennen teil (Platz 8 in Hasliberg).

## Erfolge

### Olympische Spiele
- Vancouver 2010: 29. Skicross

### Weltmeisterschaften
- Ruka 2005: 13. Skicross

### Weltcup
- Saison 2003/04: 2. Skicross-Weltcup, 7. Gesamtweltcup
- Saison 2004/05: 4. Skicross-Weltcup
- 7 Podestplätze, davon 1 Sieg:

| Datum           | Ort            | Land    |
| --------------- | -------------- | ------- |
| 10. Januar 2004 | Pozza di Fassa | Italien |

### Weitere Erfolge
- 2 Schweizer Meistertitel (2005, 2006)
- 3 Podestplätze im Europacup, davon 1 Sieg